# Tsukemono
El tsukemono (漬物?   cosa fermentada) es un encurtido japonés de verduras. Se suele servir con arroz, sopa de miso, como acompañante y algunas veces con bebidas.

## Características

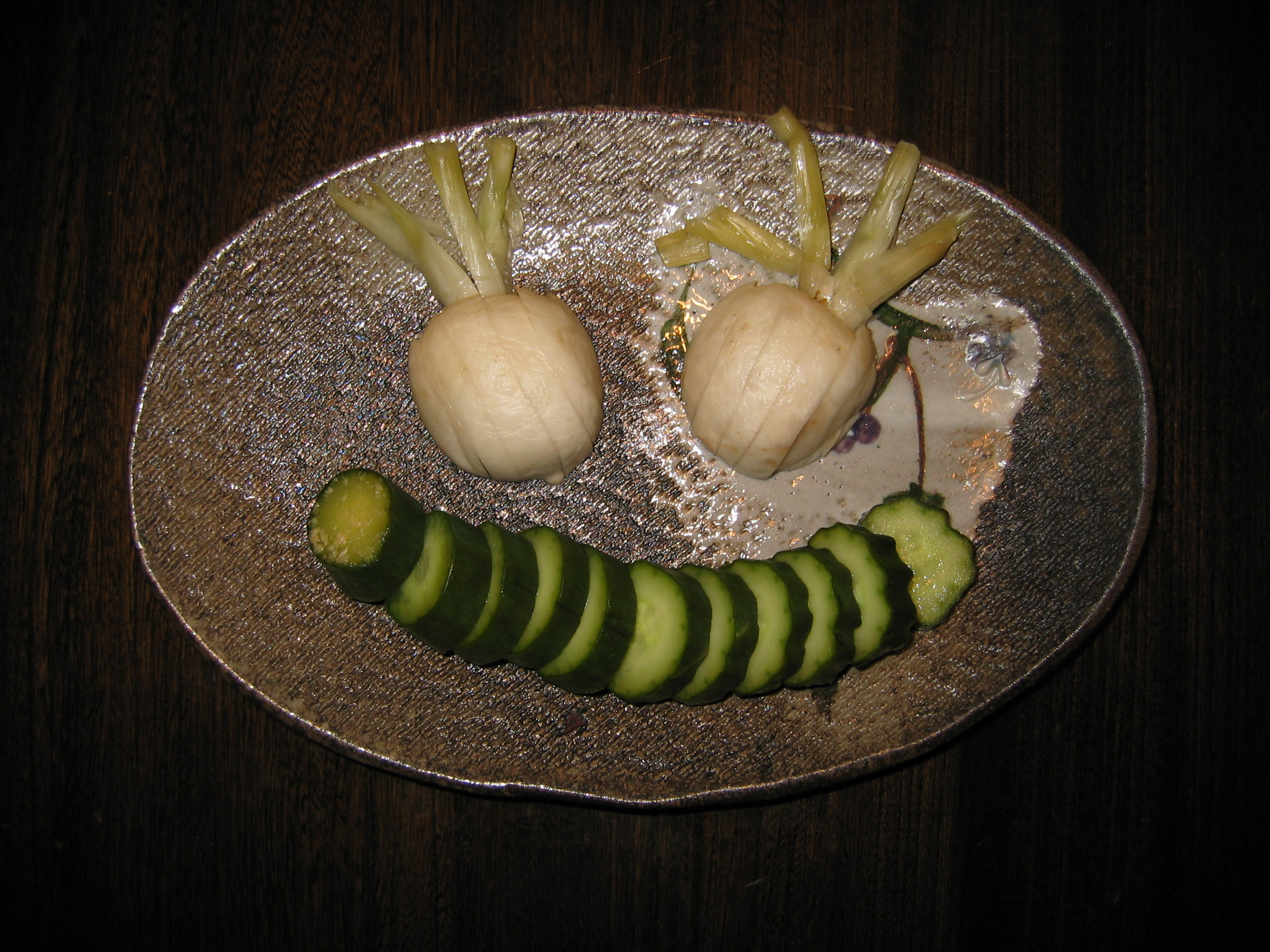
Nukazuke.

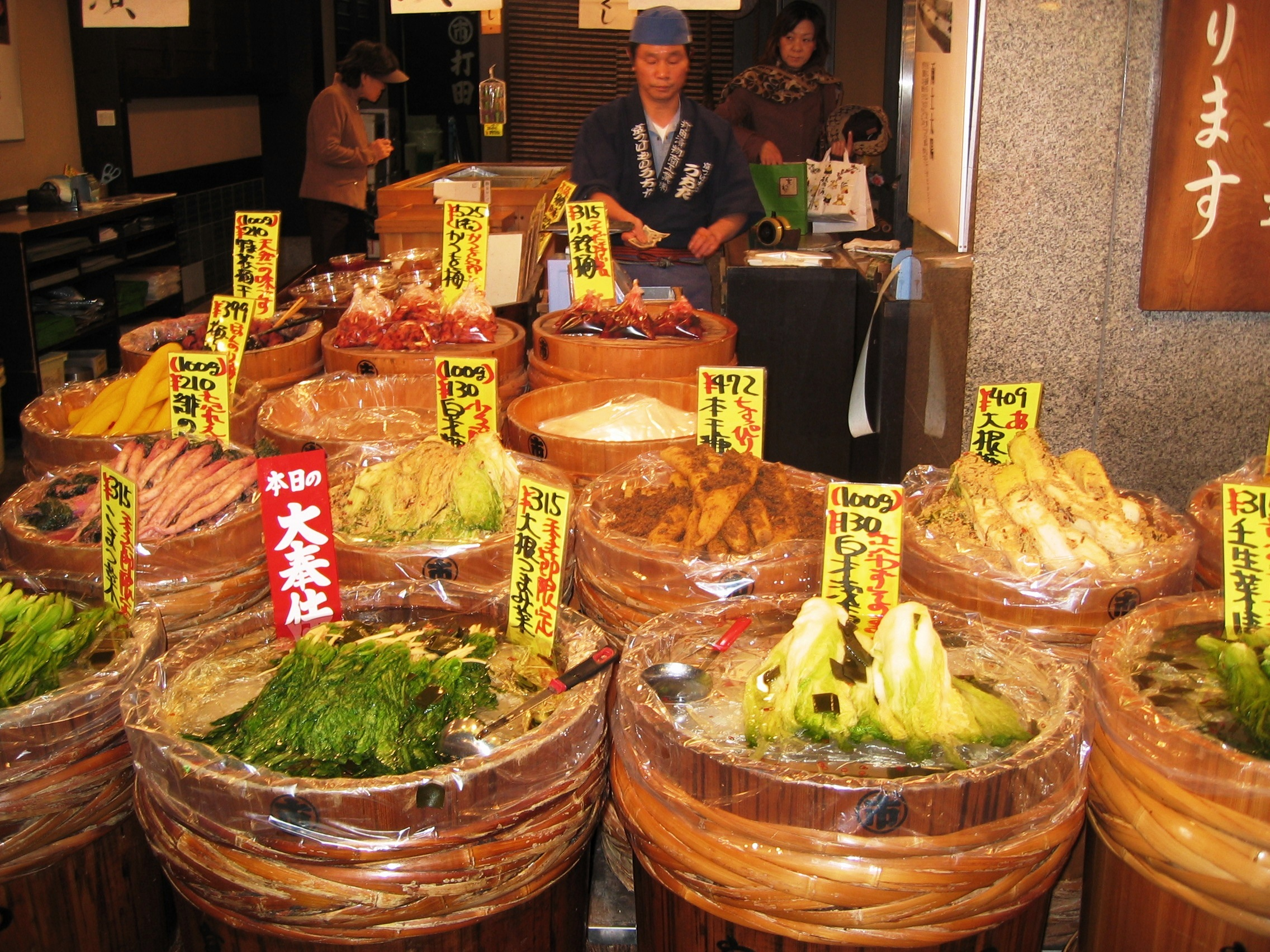
Tienda Tsukemono en Nishiki Ichiba, Kioto

Las clases más comunes son los encurtidos en sal o en salmuera. La salsa de soja, el miso (pasta de soja fermentada), el vinagre de arroz, el mirin (vinagre de arroz), nuka (salvado de arroz) y sake (bebida alcohólica a base de arroz) también suelen ser usados para hacer estos encurtidos. Entre los vegetales que se pueden encurtir están el daikon, el albaricoque, el nabo, la lechuga china, el pepino y la espinaca. Tradicionalmente, los japoneses preparan el tsukemono con un tsukemonoki (漬物器?   lit. vasija para cosas encurtidas), una plancha de encurtido japonés. La presión necesaria para prensar los vegetales es generada por unas piedras llamadas tsukemonoishi (漬物石?   lit. piedra para cosas encurtidas) cuyo peso suele ser de uno o dos kilos, a veces incluso más. Este tipo de dispositivo es aún utilizado hoy en día; el contenedor puede ser de plástico, madera, vidrio o cerámica. Antes de que se usara el tsukemonoishi, la presión era aplicada empujando una cuña entre una de las asas de la vasija y su tapa.
El encurtido fue una de las formas principales de preservar la comida durante la historia de Japón. Actualmente se pueden comprar fácilmente tsukemonos en los supermercados, pero muchos japoneses aún hacen sus propios encurtidos.

## Lista detsukemono
- Asazuke
- Beni shōga
- Bettarazuke
- Fukujinzuke
- Gari
- Kasuzuke
- Karashizuke
- Matsumaezuke
- Narazuke
- Nozawana
- Nukazuke
- Senmaizuke
- Shibazuke
- Takuan
- Wasabizuke
- Umeboshi
- Rakkyōzuke